# Francisque jeune
Francisque jeune, bürgerlich Louis-Auguste Hutin (* 20. Juli 1808 in Paris; † 20. Dezember 1871 in Brüssel), war ein französischer Schauspieler.

## Biographie
Francisque war der jüngere Halbbruder des Schauspielers Francisque ainé. Der Vater der beiden war Konstrukteur und in zweiter Ehe mit der Schwester,  Philippine Félicité Chassignet, seiner ersten Frau Charlotte Chassignet verheiratet. Erstere war die Mutter Francisque jeunes. Auf diese Weise kam das Theater in die Familie. Der Großvater mütterlicherseits hatte eine Theaterdonnermaschine erfunden und er betrieb erst ein Marionettentheater, dann ein Schattentheater namens Théâtre de Séraphin.
Wie sein Bruder ergriff er den Beruf des Schauspielers und debütierte 1823 im Comte. Nach drei Jahren in diesem Theater schloss er sich einer Wandertruppe an und tourte einige Zeit durch die Provinz. Zurückgekehrt nach Paris erhielt er 1831 ein Engagement am Théâtre de l’Ambigu-Comique, an dem er schnell bessere Rollen bekam und sich, nicht zuletzt für sein bewegendes Schauspiel, zwischen den bereits anerkannten Kollegen etablierte. Bemerkenswert war sein Talent zwischen Tränen und schallendem Gelächter zu wechseln und er spielte oft den naiven und dummen und natürlich komischen Tölpel.
1838 wechselte er an das Théâtre de la Gaîté, an dem er viele Jahre zum Stammensemble gehörte. Dort war er nach einiger Zeit auf seine Rollen festgelegt und manche Rolle spielte er bis zu 200 Mal hintereinander. Wann sein beruflicher Erfolg nach ließ, ist nicht bekannt, aber er war wahrscheinlich ohne Engagement, als er 1859 seine letzte berufliche Station, das Théâtre du Gymnase, erreichte. Dort spielte Francisque die weniger großen, aber nicht gänzlich unbedeutenden, Rollen.
Anfang der 1860er-Jahre erblindete Francisque, konnte deshalb nicht mehr spielen und stand mittellos da. Francisque sammelte sein gesamtes Leben lang Theaterstücke und Drucke und hatte schließlich eine umfangreiche Bibliothek, in der sich auch viele ausländische Werke fanden. Diese bot er der Société des auteurs et compositeurs dramatiques, gegen eine Leibrente von 1200 Francs und kostenloser Logis, zur Übernahme an. Diese willigte 1862 ein und so war sein Lebensunterhalt gesichert.
Warum sich Francisque 1870 in Algier aufhielt, ist nicht bekannt, jedoch erkrankte er dort an einem schweren Fieber und nach Europa zurückgekehrt starb er dann in Brüssel. Er sollte 1871 eine Rente über 500 Francs der Artistenvereinigung für 62 Bühnenjahre erhalten, was er aber nicht mehr erlebte.
Über sein Privatleben ist lediglich bekannt, dass er mit einer Tänzerin namens Anne de Boissac verheiratet war.